# Bortförandet av den helige Markus kropp
Bortförandet av den helige Markus kropp (italienska: Messa in salvo del corpo di san Marco) är en oljemålning av den italienske konstnären Tintoretto. Den målades 1562–1566 och ingår sedan 1920 i Gallerie dell'Accademias samlingar i Venedig. 
Målningen ingår i en serie om tre verk som Tintoretto utförde om evangelisten Markus på uppdrag av Tommaso Rangone, stormästare för ett venetianskt brödraskap (Scuola), till palatset Scuola Grande di San Marco. Markus är Venedigs skyddshelgon och var enligt legenden Alexandrias förste biskop. Målningen skildrar hur hans lärjungar i skydd av ett oväder räddar evangelistens kropp från att brännas av stadens hedningar. En alternativ tolkning är att det är venetianerna som bortför helgonets kropp och reliker från Alexandria till Venedig där de återfinns idag. 
Målningen uppvisar alla Tintorettos kännetecken: dramatisk komposition och djärva förkortningar, starka ljuskontraster (klärobskyr) och skarp perspektivföring. Färgerna är mörkare i de närliggande motiven, medan figurerna i bakgrunden är vita, nästan genomskinliga. Den märkliga röda himlen täcks av olycksbådande moln och blixtar, vilket ger målningen en tung, oroande och ödesmättad atmosfär, långt ifrån högrenässansens harmoniska och lyriska bildvärld. Tintoretto själv framställs i verket som den skäggige mannen bredvid kamelen.
Målningen var utställd i Scuola Grande di San Marco till brödraskapets upplösning 1807 och flyttades då till San Marcobiblioteket. Där förvarades den till 1920 då den överfördes till Gallerie dell'Accademia.

## Relaterade målningar
De andra målningarna i serien är Upptäckten av den helige Markus kropp och Den helige Markus räddar en saracen från ett skeppsbrott. Tintoretto hade tidigare också målat Den helige Markus befriar en slav vilken också den är utställd på Gallerie dell'Accademia.

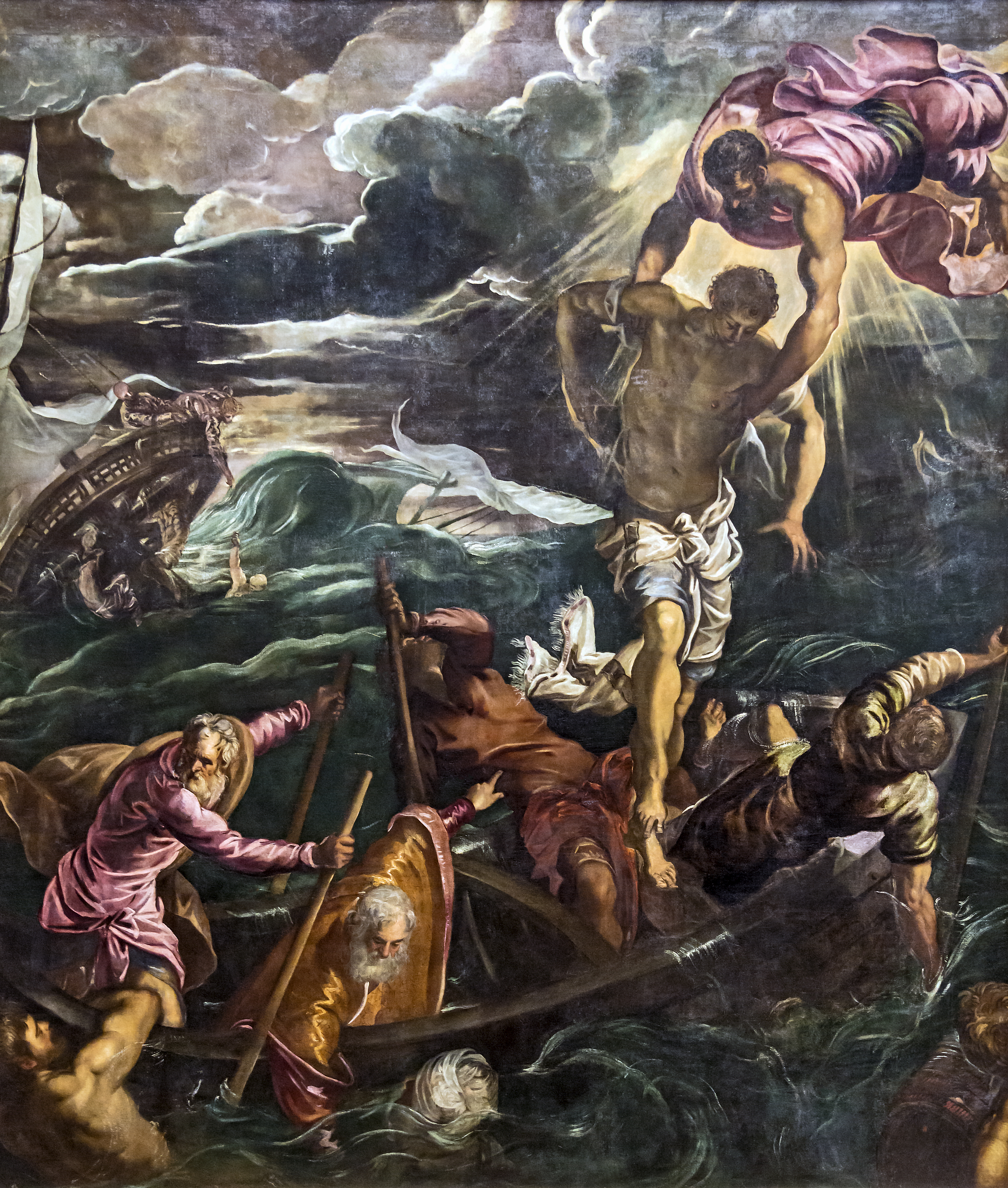
Den helige Markus räddar en saracen från ett skeppsbrott (italienska: San Marco salva un saraceno dal naufragio), målad 1562–1566 och utställd på Gallerie dell'Accademia.
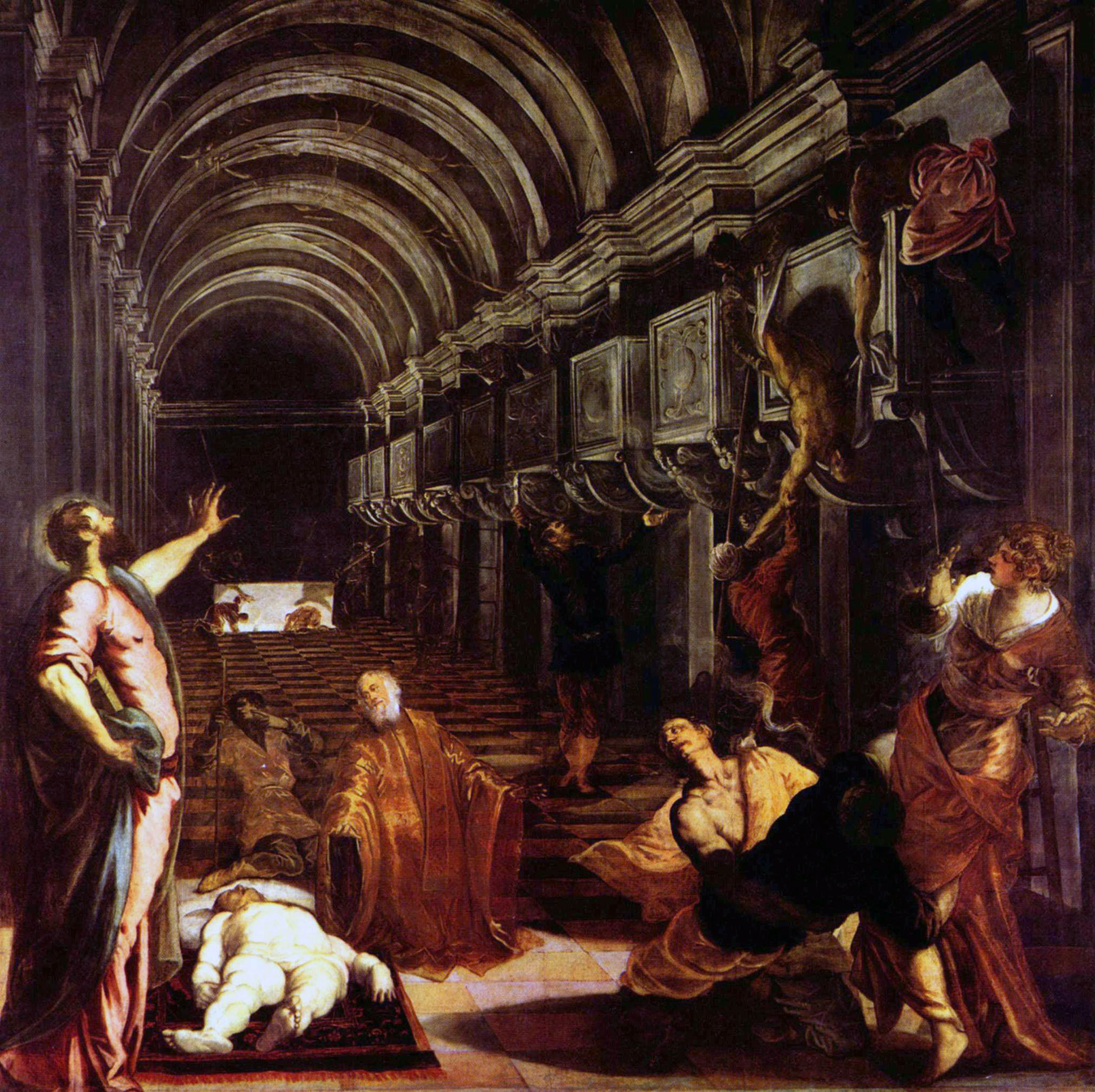
Upptäckten av den helige Markus kropp, målad 1562–1566 och utställd på Breragalleriet.
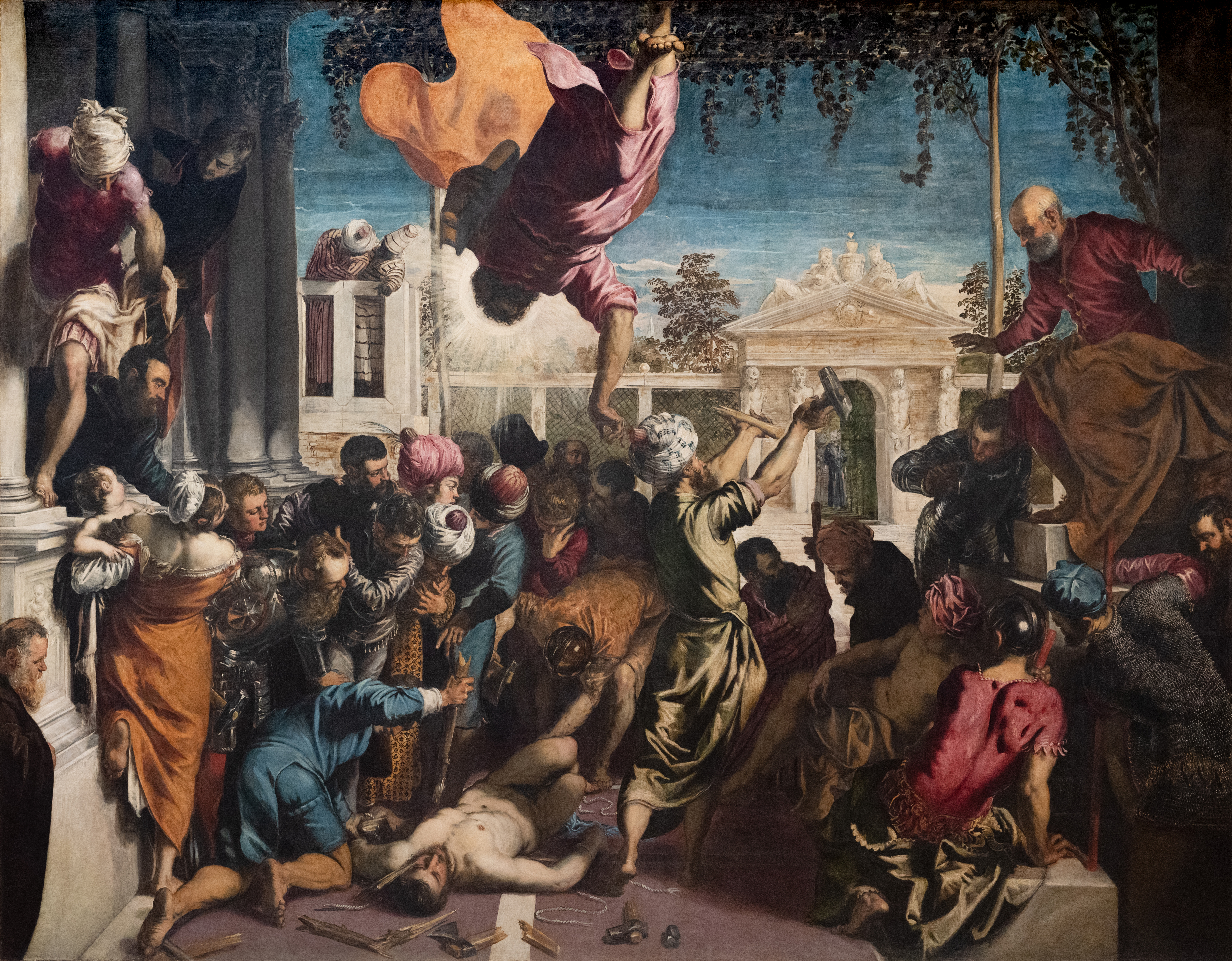
Den helige Markus befriar en slav, målad 1547–1548 och utställd på Gallerie dell'Accademia.